# Кара (фільм)
«Кара» — радянський художній фільм-драма 1934 року, знятий режисером Мироном Білінським на кіностудії «Українфільм». Фільм не зберігся.

## Сюжет
Про героїзм робітників-підпільників і партизан під час громадянської війни. Білогвардійці захопили місто. Комітет партії пішов у підпілля. Але білим вдалося заарештувати трьох комуністів. Через 24 години повинна відбутися їх страта. Мати одного з арештованих гарячими благаннями домоглася обіцянки помилувати засуджених за умови, що старший з них публічно скаже покаянну промову. Перед стратою старий більшовик вимовляє з помосту промову, яка закликає народ до боротьби. Немов у відповідь на його слова на площі лунають постріли — це партизани під виглядом похоронної процесії проникли до місця страти і в останній момент врятували засуджених до смерті. До партизанів приєдналися озброєні робітничі дружини. Білогвардійці вигнані з міста.

## У ролях
- Микола Надемський — Лукич
- Юрій Васильчиков — ротмістр
- Анна Мещерська — матір
- Василь Красенко — Захар
- В. Мєтлов — Вася
- Олександр Чуверов — Степан
- Костянтин Еггерт — полковник
- Сергій Петров — майстер
- Семен Грабін — Федя
- Гавриїл Маринчак — вахмістр
- Іван Маліков-Ельворті — епізод
- Олексій Волін — Федір, робітник

## Знімальна група
- Режисер — Мирон Білінський
- Сценарист — Мойсей Зац
- Оператори — Михайло Бєльський, Михайло Карюк
- Композитор — Юлій Мейтус
- Художник — Милиця Симашкевич